# لپسی
لپسی (به قزاقی: Lepsi) یک منطقهٔ مسکونی در قزاقستان است که در شهرستان سرکند واقع شده‌است. لپسی ۲٬۵۶۷ نفر جمعیت دارد و ۱٬۰۱۸ متر بالاتر از سطح دریا واقع شده‌است.